# Merlík sivý

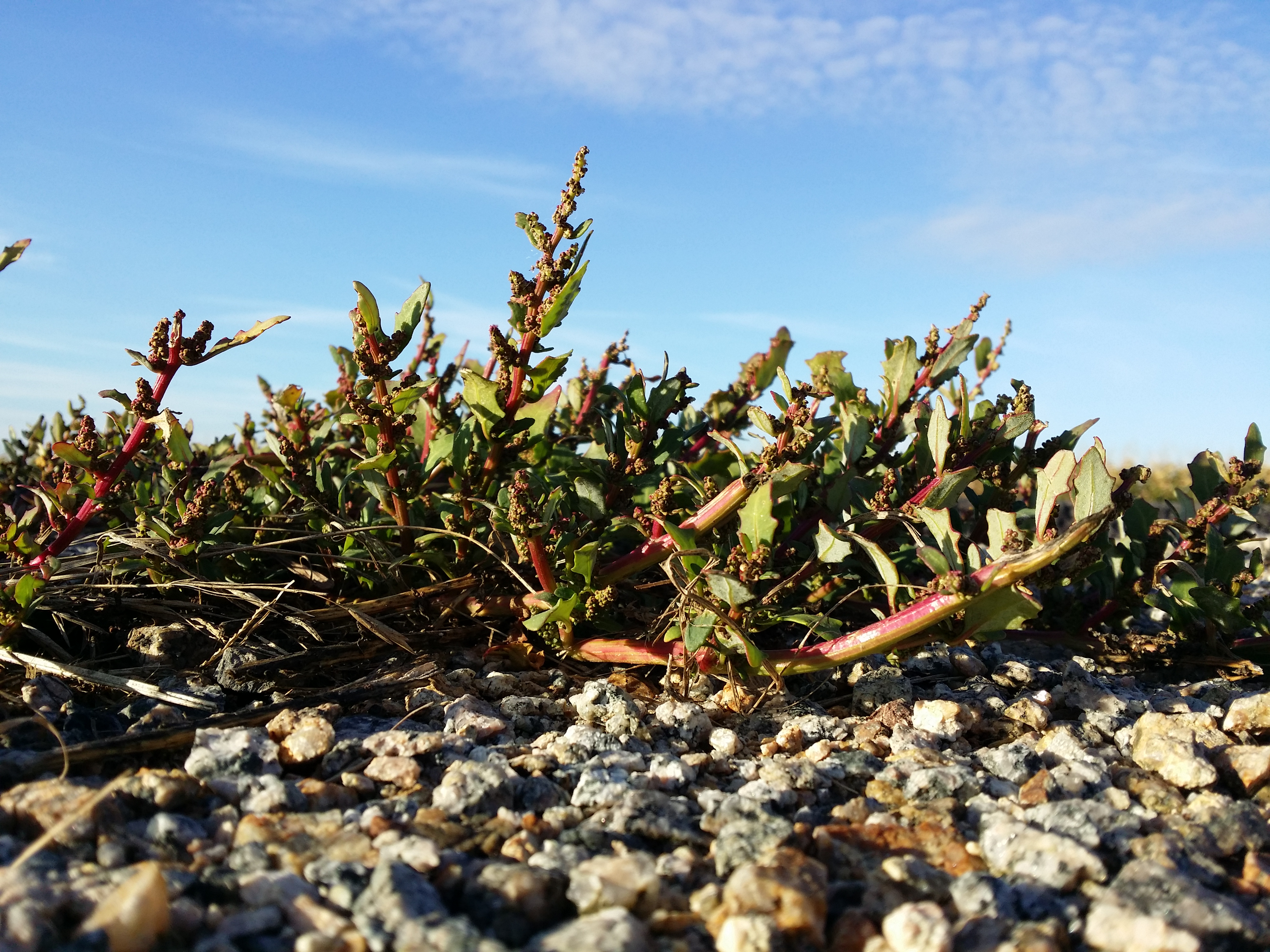
Bylina v neúrodné půdě

Merlík sivý (Chenopodium glaucum) je jednoletá, šedozelená bylina s červenavým nádechem, vysoká okolo 30 cm, která roste obvykle na zasolených, přehnojených nebo zaplavovaných stanovištích. V České přírodě je považován za původní druh.
V roce 2012 byl druh Chenopodium glaucum vyčleněn z rodu Chenopodium a přeřazen do nového rodu Oxybasis pod jménem Oxybasis glauca (L.) S.  Fuentes, Uotila & Borsch.

## Rozšíření
Je přirozeně rozšířen v oblastech s mírným a subtropickým podnebím v Eurasii a Austrálii. Je původním druhem téměř v celé Evropě, vyjma Irska, Islandu a severních oblastí Skandinávie. V Asii vyrůstá od Uralu přes Sibiř, Střední Asii a severní území Číny až po nejvýchodnější oblasti ruského Dálného východu. Na jihozápadě Asie zasahuje do Íránu, Pákistánu i na sever Indického subkontinentu a odtud východním směrem přes Tibet a jižní oblasti Číny až k Jihočínskému moři, neroste však na rozlehlém území čínského vnitrozemí. Je také považován za původní rostlinu na jihu a západě Austrálie.
Druhotně byl merlík sivý zavlečen na území východní Asie a na Arabský poloostrov, stejně jako do severní Afriky do zemí přiléhajících ke Středozemnímu moři i do Kapska v jižní Africe. S osídlováním Ameriky jej kolonisté zavlekli do Severní Ameriky (Kanada, Spojené státy i Mexiko) a do Jižní Ameriky (Argentina a Chile).
V České přírodě se tento xerofyt vyskytuje po celém území republiky s těžištěm výskytu v  planárním až suprakolinním stupni. Roste hlavně v teplejších oblastech Moravy, nejčastěji v Dolnomoravském úvalu podél dolního toku řeky Moravy, v Dyjskosvrateckém úvalu okolo řek Dyje a Svratky a na Mikulovské vrchovině. Nejvýše byl zaznamenán jeho výskyt v Janských Lázních v Krkonoších v 1230 m nadmořské výšky.

## Ekologie
Stanoviště této teplomilné rostliny musí být dobře osluněné, bohaté na dusík, fosfor a další minerály a jen slabě porostlé ostatními rostlinami. Během klíčení požaduje mokré a teplé prostředí, v době květu a tvorby plodů je tolerantní k vysychání půdy, případně i k nižším teplotám. Jeho přirozená stanoviště jsou obnažené bahnité břehy rybníků nebo tekoucích vod a také hojně hnojené nebo zasolené půdy obsahující hodně písku. Druhotně se vyskytuje při umělých nádržích, jako jsou rybníky pro chov kachen či hus, nebo po okrajích silážních jam, polních hnojišť i podél silnic ošetřovaných v zimě solí proti namrzání.
Semeno klíčí až v pozdním teplém jaru a pak je vývoj rostliny již velmi rychlý. Bylina nesnáší zastínění a je v mládí konkurenčně slabá oproti vytrvalým rostlinám. Jako jeden z pionýrských druhů ale osídluje obnažená místa i na ruderálních stanovištích, kde plní i sanační službu. Jednorázově se vyskytují na nádražích v překládkových stanicích, kam byla semena dopravena se zemědělskými plodinami či hromadnými substráty, podobně se šíří i podél silnic.
Kvete v období do června do října, jednotlivé květy vykvétají postupně, současně jich kvete jen několik. Rostlina se vyznačuje, stejně jako ostatní merlíky, obsahem pigmentu betalain. Počet chromozomů 2n = 18 nebo 36, stupeň ploidie x = 2 nebo 4.

## Popis
Jednoletá rostlina s načervenalou, plazivou nebo častěji přímou či vystoupavou lodyhou dlouhou obvykle 20 až 50 cm, která může někdy dorůst do délky až 1 m. Lodyha je od spodu silně větvená do šikmo odstálých, dlouhých, plazivých až vystoupavých větví porostlých měchýřkovitými nebo článkovitými chlupy. Slabě vícehranné lodyhy mají střídavé listy, které v horní část přecházejí v listeny. Listy s asi 1 cm řapíkem jsou poněkud masité, na líci jsou lesklé, tmavě zelené a často červeně naběhlé, kdežto na rubové straně jsou modravě šedozelené až šedobílé a pomoučené. Čepele listů jsou eliptické až kopinaté, řidčeji vejčité nebo čárkovité, 4 až 9 cm dlouhé a 1 až 3 cm široké, u báze klínovité, na vrcholu tupé nebo špičaté, po obvodu nepravidelně zubaté, chobotnaté, výjimečně celokrajné a slabě podvinuté, střední žilka je zřetelně světlá, široká a lysá. Listy na celé rostlině jsou stejného tvaru. Hlavní kůlovitý kořen je krátký a má do široka rozvětvené vláknité kořínky.
Květenství rostliny je dvojího typů, buď je tvořeno bočním olistěným lichoklasem nebo krátkým bezlistým vrcholíkem. Květenství se skládá z deseti až patnáctikvětých přisedlých či krátce stopkatých, 1 až 5 cm velkých klubíček nestejného provedení. Ve vrcholících se nacházejí oboupohlavné květy se třemi až pěti volnými okvětními lístky a s jednou až pěti tyčinkami s kulovitými prašníky a dále s krátkou, tlustou čnělkou se dvěma či třemi hnědofialovými bliznami. V lichoklasech jsou výhradně samičí květy se třemi okvětními lístky bez tyčinek a s krátkou, tlustou čnělkou se dvěma či třemi nevelkými, hnědofialovými bliznami. Květy se opylují větrem, silně alergenního pylu produkují prašníky od počátku léta do začátku podzimu velké množství. Okvětní lístky jsou vytrvalé, mají eliptický nebo vejčitý tvar a v době zralosti částečně kryjí nažku.
Nažka, tj. semeno, je okrouhlá, zploštělá, asi 0,5 mm velká a má zelené blanité oplodí jen volně přitisklé k osemení, které je tmavě hnědé až černé a jemně jamkovité. Jedna rozvětvená rostlina může vyprodukovat až 3000 semen, která dozrávají a vypadávají postupně. Velikost rostliny je variabilní a odvisí od úrodnosti půdy a vlhkostních podmínkách.

## Rozmnožování
Merlík sivý se rozmnožuje výhradně semeny, která jsou i po mnoholetém pobytu v půdě životaschopná. Jsou potravou mnoha ptáků i drobných savců, u některých procházejí jejich trávicím traktem bez újmy na klíčivosti. Mohou se takto rozšiřovat na velké vzdálenosti, stejně jako je může po povrchu terénu odplavovat voda nebo odnášet silný vítr. Semena se substrátem snadno ulpívají na zemědělských strojích.
V otevřených stepních prostorech využívá rostlina principu stepního běžce, kdy po dozrání posledních semen rostlina uschne a odlomí se její nadzemní část, přičemž je větrem odnášena daleko od svého místa růstu a cestou z ní vypadávají semena. Rostlina s hustě větvenou lodyhu má tvar, který napomáhá jejímu válení po rovné krajině.

## Význam
Roste často ve vysychavých loužích, řidčeji i na obdělávaných polích, kde má alespoň koncem jara a počátkem léta dostatek vláhy. Merlík sivý se vyskytuje také jako plevel i v zelinářských podnicích a na dobře vyhnojených zahradách. Je považován za nepříjemnou, škodlivou rostlinu, ale pokud mu není dovoleno se vysemenit je obvykle jen přechodnou, jednoletou záležitostí.

## Galerie

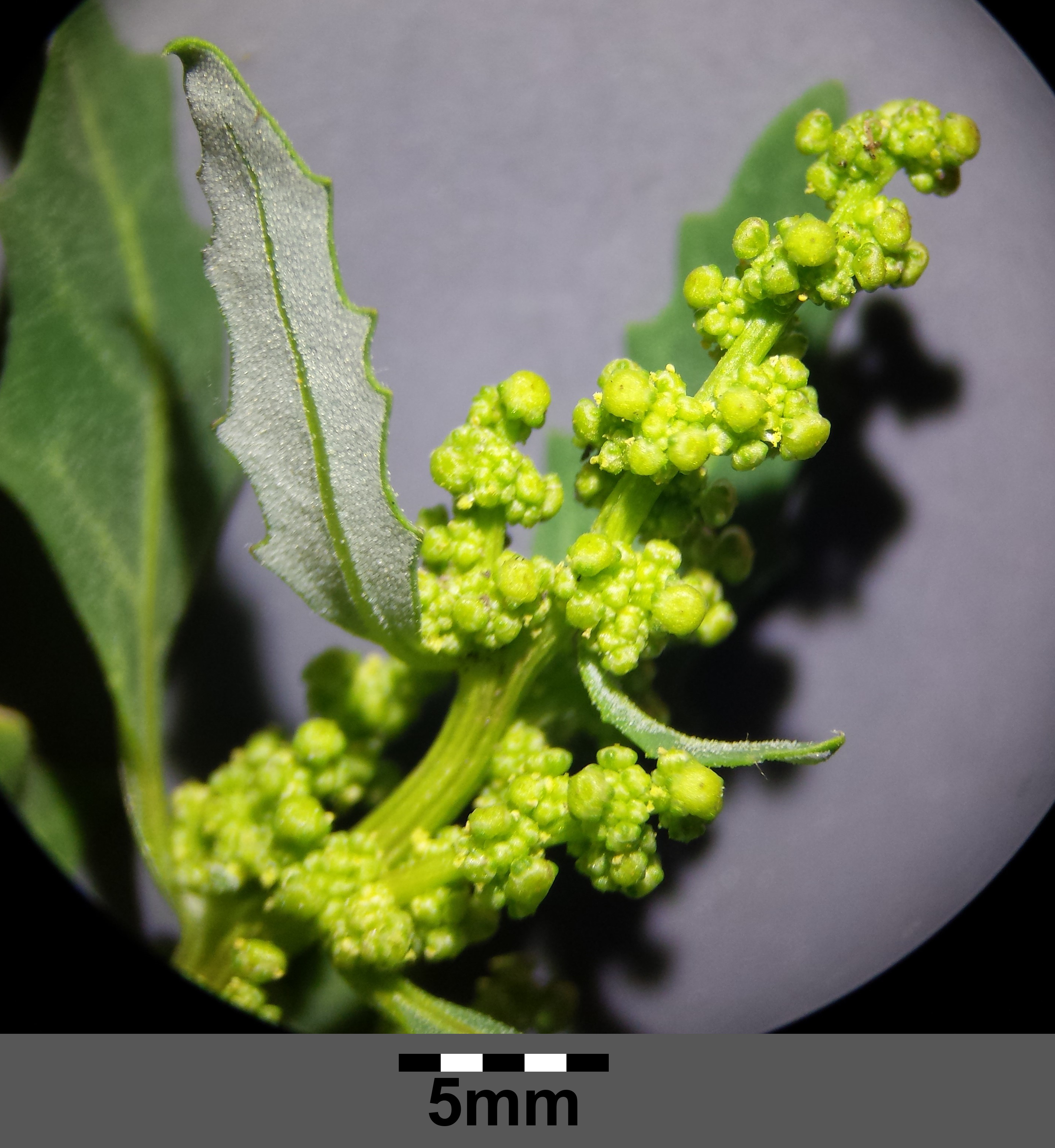
Vrcholičnaté květenství
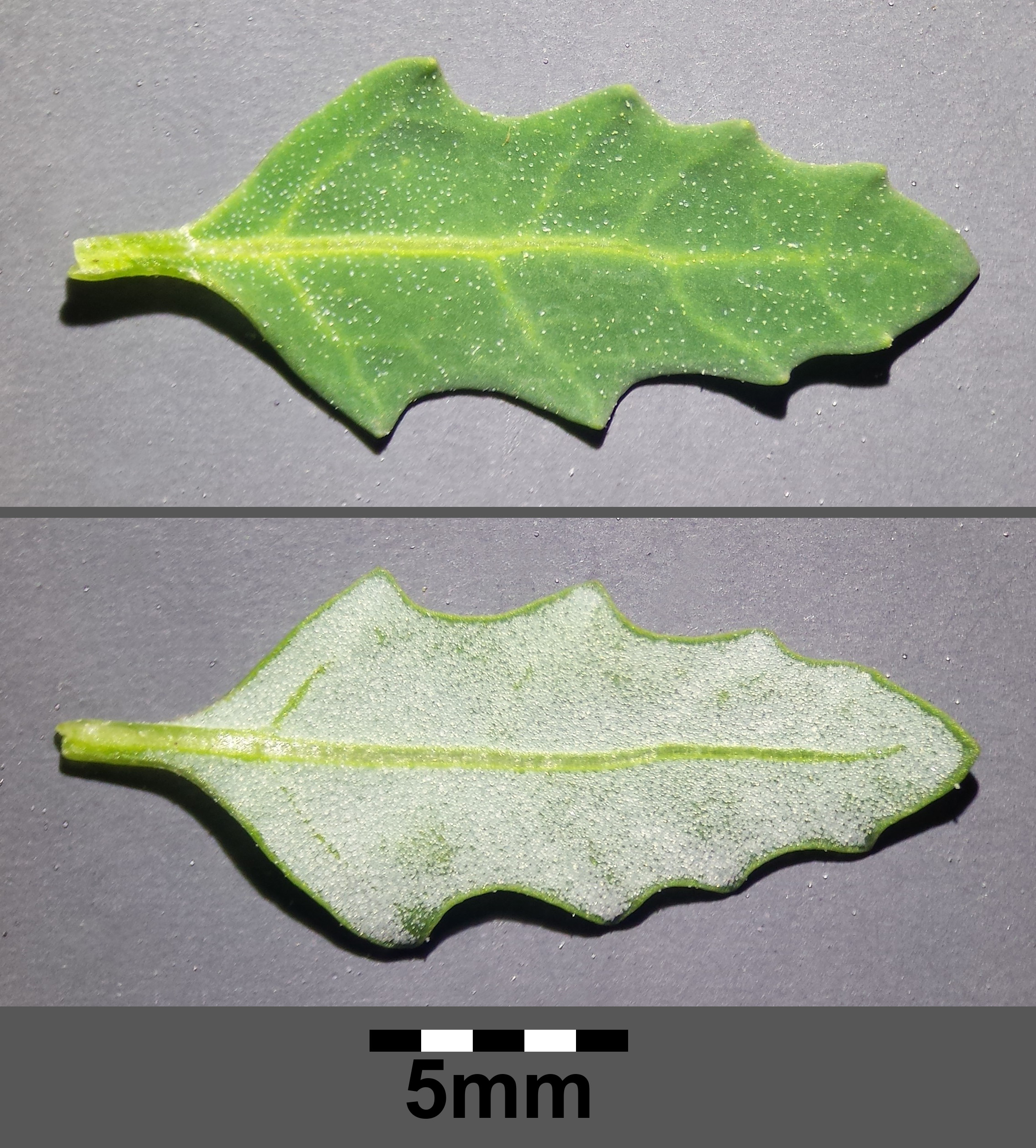
List
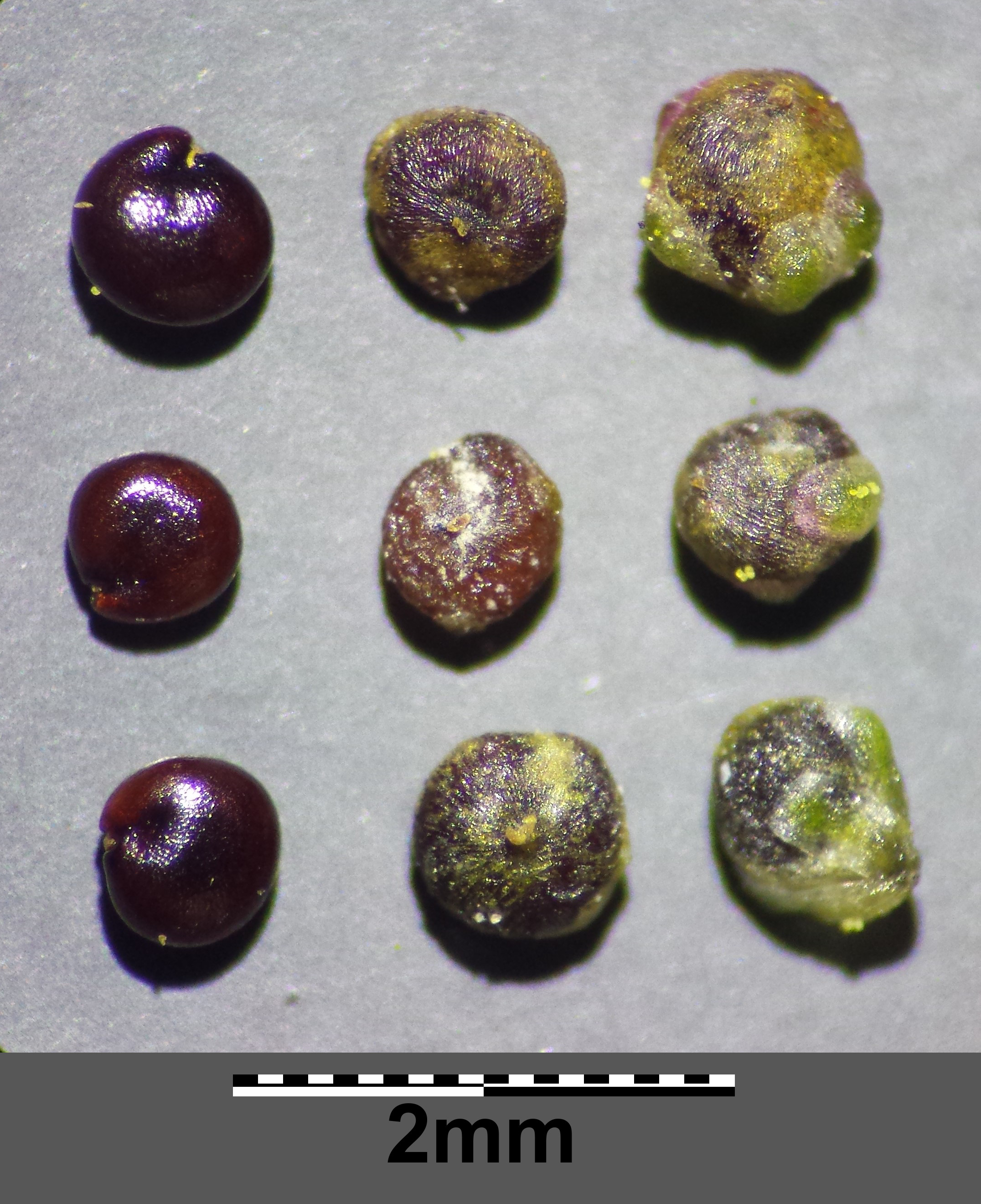
Zralá semena, vlevo bez oplodí